# De hoefsmid

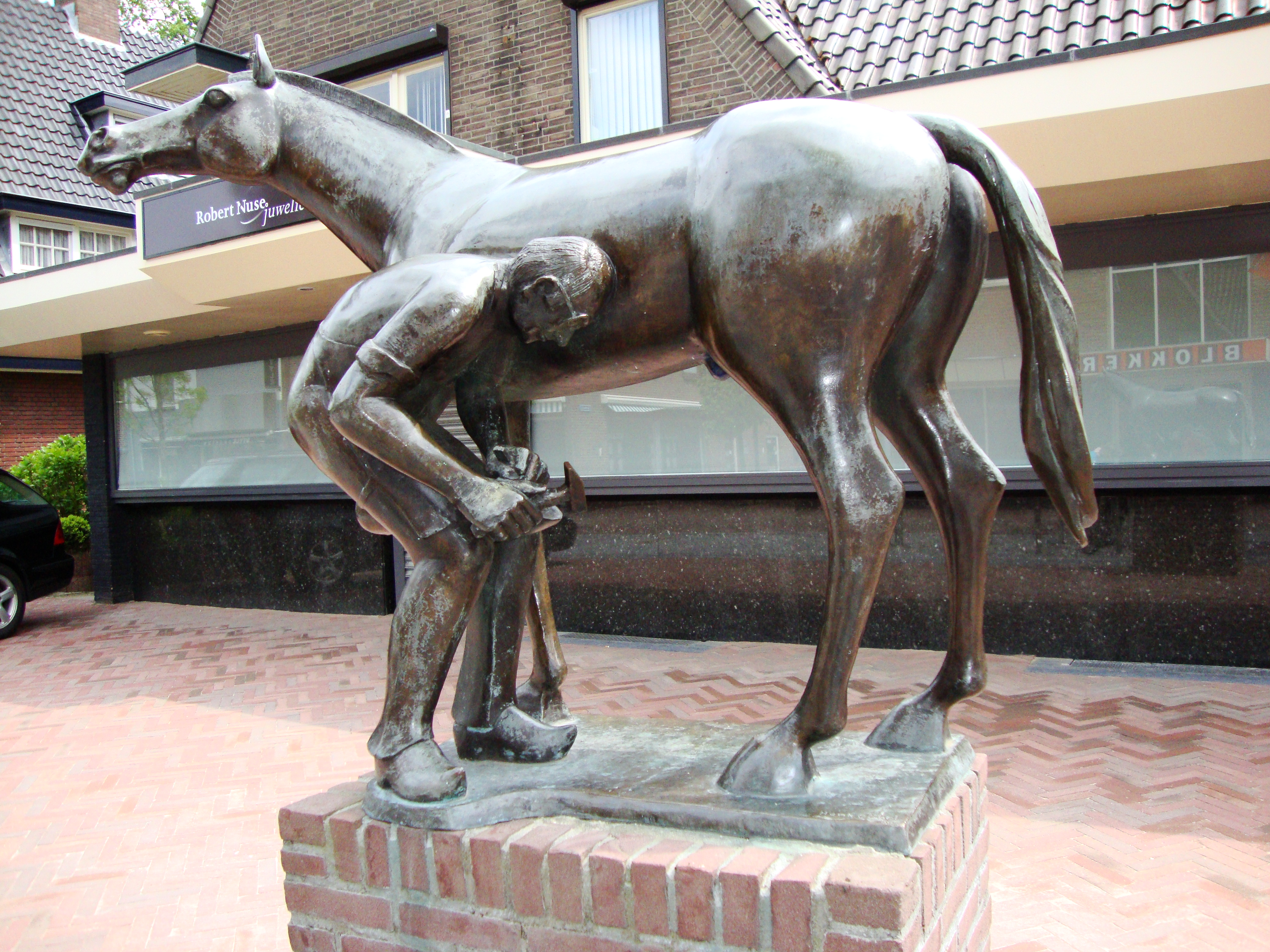
De hoefsmid

De hoefsmid is een beeld in Wijchen. 
Het is een bronsgietwerk, in 1986 gemaakt door Henk Göbel en Marga Carlier en is een eerbetoon aan hoefsmid Jan Moors, een markante persoonlijkheid uit Wijchen. Het staat in de Spoorstraat, voor de Blokker, die op de plaats staat waar Moors tot 1987 in de smidse werkte.